# Гірс Микола Карлович
Гірс Микола Карлович (рос. Никола́й Ка́рлович Гирс; нар. 9 (21) травня 1820, Радивилів — 14 (26) січня 1895, Петербург) — російський дипломат, міністр закордонних справ Росії у 1882—1895.

## Життєпис
Народився поблизу Радзивилова — нині це місто Радивилів Рівненської області (Україна). Ймовірно, в одному з маєтків, розташованих на хуторі за містом, у напрямку села Крупець, де жили заможні чиновники. Батько Миколи, Карл Карлович (Карл-Фердинанд) (1777—1835) мав шведське коріння, працював у Радивилові поштмейстером. Посада ця вважалася престижною, адже йшлося про керівника поштової установи при кордоні імперії, хоча й не давала відповідного статку. Інтерес до прикордонної служби виявився спадковим: дід, який жив у 1748—1805 роках, з 1800-го очолював Гродненську прикордонну митницю, мав чин надвірного радника. Із семи його синів четверо зробили вдалу кар'єру. Серед них і Карл.
Одружившись із Ганною Петрівною Літке, він мав троє синів. Микола був середульшим. А старший, Олександр Карлович, дослужився до сенатора (1874), працював товаришем (заступником) міністра фінансів, удостоївся високого дворянського титулу «дійсний таємний радник» (1879). Федір Карлович, теж дійсний таємний радник, під кінець віку став президентом Євангелістсько-лютеранської консисторії (1891), його син Олексій був київським, згодом мінським, а ще через кілька років, аж до переломного 1917-го, — нижньогородським губернатором. Ось така була впливова родина.
Олександр Карлович Гірс одружився з Олександрою Іванівною Буніною (1826—1867). Її молодша сестра Марія стала бабусею відомого географа Петра Семенова-Тянь-Шанського, ще менша Анна славилася як поетеса, яку високо цінував історик і письменник Микола Карамзін, а імператриця Єлизавета подарувала їй золоту ліру, обсипану діамантами. Отримавши звичне для тих часів домашнє виховання, Микола з десяти років продовжив освіту в Царськосельському ліцеї. Вирушивши з прикордонного містечка Радивилова у широкі світи, він не раз засвідчував свій рішучий характер, свій талант. У віці вісімнадцяти літ почав службу в Азіатському департаменті міністерства закордонних справ. Через три роки його назначають молодшим помічником столоначальника. І це визначило подальшу долю, адже з роками поглиблювалися знання дипломата, міцнів його авторитет серед чиновництва.

## Дипломатична кар'єра
Дипломатична служба Гірса проходила в основному за кордоном: молодший драгоман при консульстві в Яссах, секретар місії в Константинополі, директор канцелярії повноважного комісара в князівствах Молдавії й Валахії, генеральний консул у Єгипті. У 1863 році Гірса призначають надзвичайним посланником у ранзі повноважного міністра в Тегеран, а з 1872 року служив при дворі короля Шведського й Норвезького. У 1875 році Миколу Карловича посилають у той же департамент, де починав свою кар'єру, але цього разу — його керуючим. Водночас він — товариш (заступник) міністра закордонних справ.
Важливою віхою став Берлінський конгрес 1878 р., скликаний з ініціативи Великої Британії та Австро-Угорщини, які виступали проти посилення позицій Росії на Балканах. Опинившись у дипломатичній ізоляції, російський уряд змушений був піти на поступки. То був, по суті, програш дипломатії. І хоча канцлеру Олександру Горчакову ніхто не дорікав, навпаки, вважалося, що він навіть запобіг повторенню Кримської війни й створенню нової антиросійської коаліції, суспільна еліта розуміла, що й до чого.
З наступного року Горчаков, захворівши, фактично відійшов від обов'язків міністра закордонних справ, їх перебрав на себе Микола Гірс, на ту пору вже дійсний таємний радник. Він виконував царські вказівки, змушений був проводити не завжди далекоглядну політичну лінію Олександра ІІІ, отож коли в 1882 році Горчаков подав у відставку, не було сумніву: портфель міністра закордонних справ дістанеться Миколі Карловичу. Він прагнув зближення з Німеччиною й Австро-Угорщиною, намагався уникнути зіткнення з Англією. Але не обходилося без жорсткої критики на його адресу, зокрема, ті правлячі кола, які виношували антинімецькі настрої, не могли пробачити міністрові зусиль, спрямованих на збереження «Союзу трьох імператорів» — сукупності угод між Росією, Німеччиною та Австро-Угорщиною, які передбачали спершу військову допомогу в разі нападу четвертої країни, пізніше — доброзичливий нейтралітет. Критиками були й високопоставлені дипломати П.Сабуров, М.Ігнатьєв, А.Жоміні та ін. Гірса звинувачували навіть у неросійському походженні і лютеранському віровизнанні, хоча, між іншим, одружений він був на племінниці Горчакова — на десять літ молодшій княжні Ользі Єгорівні (Георгіївні) Кантакузен (походила з візантійського знатного роду), і його діти були охрещені як православні.
| Про дітей відомо таке: Наталія (1850 – 1885) була фрейліною при дворі (це звання давалося представницям знатних дворянських фамілій); Володимир помер у річному віці; Микола (1853 – 1924) став гофмейстером, одним із старших придворних чинів, який відав придворним церемоніалом, згодом був радником посольства у Франції, послом у Бельгії; Ольга (1854 р.н.) вийшла заміж за румунського дипломата Г.Розетті-Солеску; Михайло (1856 – 1932) теж мав обов’язки гофмейстера, виконував місію посланника в Аргентині, Бразилії, Румунії, був послом в Австро-Угорщині й Італії; Олена (1859 – 1865) померла дитиною; Олександр (1861 р.н.) був камергером, Єнісейським губернатором; Костянтин (1864 – 1940) служив церемоніймейстером; Марія померла після народження; Віра (1872 р.н.), як і її найстарша сестра, була фрейліною. Олександр ІІІ підтримував Миколу Гірса, хоча відкинути усіх звинувачень свого оточення на його адресу не квапився і тим самим підривав авторитет вірного міністра. |
Посилення австро-німецької експансії на Близький Схід і загострення протиріч між Росією і Німеччиною змусили царат піти на зближення з Францією. Гірс брав участь у виробленні й укладенні в 1892 році франко-російської військової конвенції, яка поклала початок франко-російському союзові. Він протистояв Троїстому союзові на чолі з Німеччиною. Сторони зобов'язувалися надавати взаємну допомогу в разі нападу Німеччини або Австро-Угорщини на Росію чи Італію або Німеччини на Францію. Союз фактично діяв до 1917 року. За п'ятдесятилітню службу радивилівець був удостоєний ордена Святого Володимира I ступеня.
За свідченням сучасників, Гірс вирізнявся добротою, м'якістю, доступністю, увічливим спілкуванням, незвичайною люб'язністю. Як відзначав Сергій Вітте, «Гірс був прекрасною людиною, він був дуже врівноважений, спокійний, смирний»...